# 臺州 (金朝)
臺州，中国金朝时设置的州。
金宣宗贞祐四年（1216年）金朝升代州的五臺縣置臺州，治所在五臺縣（今山西省忻州市五臺縣）。下辖五臺縣。作为代州的支郡。兴定二年（1218年）臺州改属岚州，兴定三年（1219年）被蒙古帝国占领，金哀宗正大六年（1229年）金朝收复，不久失守。元朝初年复降为五臺縣。